# Carrot Top
Scott Thompson (Rockledge, 25. veljače, 1965.), američki je glumac komičar, poznatiji po nadimku Carrot Top.

## Vanjske poveznice
- Carrot Top na IMDB-u[neaktivna poveznica]